# Avril 1988

## Événements
- 3 avril, (Formule 1) : Grand Prix du Brésil à Jacarepaguá. Victoire du pilote français Alain Prost sur une McLaren MP4/4.
- 14 avril : l’Union soviétique s’engage à Genève à retirer son corps expéditionnaire d’Afghanistan.
- 16 - 18 avril, guerre Iran-Irak : l’Irak repasse à l’offensive et reprend Fao, puis multiplie les victoires. En juillet, le territoire iranien est à nouveau menacé.
- 18 avril : bataille des plates-formes pétrolières Sassan et Sirri dans le Golfe Persique entre l'US Navy et la marine iranienne.
- 22 avril : prise d'otage d'Ouvéa, lors de laquelle 24 gendarmes sont pris en otage et 4 autres sont assassinés à la hache et au fusil de chasse en Nouvelle-Calédonie par des indépendantistes kanaks.
- 24 avril : premier tour de l'élection présidentielle en France.
- 25 avril : élections régionales en Nouvelle-Calédonie.
- 26 avril suicide de Valerie Legassov, deux ans jour pour jour après chernobyl.
- 30 avril : Céline Dion remporte le concours Eurovision de la chanson à Dublin.

## Naissances
- 1er avril : Fatmire Bajramaj, footballeuse allemande
- 10 avril :
  - Chris Heston, joueur de baseball américain.
  - Pilar Bakam Tzuche, haltérophile camerounaise.
- 14 avril : Chris Wood, acteur américain.
- 15 avril : Yann David, rugbyman français.
- 18 avril :
  - Ons Ben Messaoud, judokate tunisienne.
  - Karol-Ann Canuel, coureuse cycliste canadienne.
  - Wolfgang Kindl, lugeur autrichien.
- 19 avril : Haruna Kojima, chanteuse japonaise.
- 20 avril : 
  - Brandon Belt, joueur de baseball américain.
  - Célia Jodar, kayakiste marocaine.
- 22 avril : Siar Sedig, réalisateur et scénariste néerlandais.
- 24 avril : Jey Crisfar, acteur belge.
- 25 avril : 
  - Jonathan Bailey, acteur britannique.
  - Gabriel Bianco, guitariste classique français.
  - Cheick Diabaté, joueur de football malien.
  - Sara Paxton, actrice et chanteuse américaine.
  - Anaïs Grangerac, animatrice de télévision française.
- 28 avril : Juan Mata, footballeur espagnol (Chelsea).
- 30 avril ; Sandra Sánchez Sangiao,  chanteuse catalane de musique traditionnelle et populaire.

## Décès
- 11 avril : Alan Paton, écrivain sud-africain.
- 17 avril : Felicity Lane-Fox, pair et femme politique britannique.
- 18 avril : Pierre Desproges, humoriste français.
- 24 avril : Germaine Delbat, comédienne.
- 25 avril : Clifford D. Simak, auteur américain de science-fiction.